# 細谷正充
細谷 正充（ほそや まさみつ、1963年12月25日- ）は、日本のアンソロジスト、文芸評論家。日本推理作家協会会員。

## 人物・来歴
埼玉県行田市生まれ。埼玉県立行田高等学校商業科卒。歴史時代小説、ミステリーなどのエンターテインメント作品を中心に、書評、解説を数多く執筆している。アンソロジーの編者としての著書も多い。
代表作は『松本清張を読む』ISBN 978-4584120804。

## 著書
- 『宮本武蔵の『五輪書』が面白いほどわかる本』中経出版, 2002.10 のち集英社文庫
  - 『武蔵の「五輪書」を攻略する」(中経の文庫) 中経出版, 2006.12
- 『松本清張を読む 『張込み』から『砂の器』まで』(ベスト新書) 2005.2
- 『必殺技の戦後史 昭和～平成ヒーロー列伝』双葉新書 2014.11
- 『歴史・時代小説の快楽 読まなきゃ死ねない全100作ガイド』河出書房新社, 2017.2
- 『少女マンガ歴史・時代ロマン決定版全100作ガイド』河出書房新社, 2017.12

監修
- 『面白いほどよくわかる時代小説名作100 江戸の人情、戦国の傑物、閃く剣!昭和期から平成の名作を紹介』(学校で教えない教科書) 監修. 日本文芸社, 2010.6

### アンソロジー
- 『逆転 時代アンソロジー』編(祥伝社文庫) 2000.5
- 『江戸の老人力 時代小説傑作選』編 (集英社文庫) 2002.12
- 『大江戸犯科帖 時代推理小説名作選』編 (双葉文庫) 2003.10
- 『時代劇原作選集 あの名画を生みだした傑作小説』編(双葉文庫) 2003.12
- 『誠の旗がゆく 新選組傑作選』編 (集英社文庫) 2003.12
- 『感涙 人情時代小説傑作選』編 (ベスト時代文庫) ベストセラーズ, 2004.11
- 『江戸の爆笑力 時代小説傑作選』編 (集英社文庫) 2004.12
- 『武士の本懐 武士道小説傑作選』編(ベスト時代文庫) 2004.6
- 『偉人八傑推理帖 名探偵時代小説』編 (双葉文庫) 2004.7
- 『妖異七奇談』編 (双葉文庫) 2005.1
- 『武芸十八般 武道小説傑作選』編(ベスト時代文庫) 2005.10
- 『松本清張初文庫化作品集』全4冊 (双葉文庫. 2005－06
- 『江戸の満腹力 時代小説傑作選』編 (集英社文庫) 2005.12
- 『武士の本懐 武士道小説傑作選 2』編 (ベスト時代文庫) 2005.5
- 『大江戸事件帖 時代推理小説名作選』編(双葉文庫) 2005.7
- 『江戸の商人力 時代小説傑作選』編(集英社文庫) 2006.12
- 『大江戸殿様列伝 傑作時代小説』編 (双葉文庫) 2006.7
- 『幕末京都血風録 傑作時代小説』編 (PHP文庫) 2007.11
- 『江戸の鈍感力 時代小説傑作選』編 (集英社文庫) 2007.12
- 『本能寺・男たちの決断 傑作時代小説』編 (PHP文庫) 2007.2
- 『元禄一刀流 池波正太郎初文庫化作品集』編 (双葉文庫) 2007.5
- 『関ケ原・運命を分けた決断 傑作時代小説』編(PHP文庫) 2007.6
- 有明夏夫「なにわの源蔵事件帳」全4冊)編  小学館文庫 2008－09
- 『九州戦国志 傑作時代小説』編(PHP文庫) 2008.12
- 『江戸の漫遊力 時代小説傑作選』編 (集英社文庫) 2008.12
- 『疾風怒濤!上杉戦記 傑作時代小説』編 (PHP文庫) 2008.3
- 『機略縦横!真田戦記 傑作時代小説』編 (PHP文庫) 2008.7
- 『神出鬼没!戦国忍者伝 傑作時代小説』編 (PHP文庫 2009.3
- 『東北戦国志 傑作時代小説』編 (PHP文庫 2009.9
- 『七人の龍馬 傑作時代小説』編 (PHP文庫 2010.2
- 『ふたり 時代小説夫婦情話』編 (ハルキ文庫 時代小説文庫 2010.5
- 『姫君たちの戦国 時代小説傑作選』編 (PHP文芸文庫 2011.2
- 『娘秘剣』編 (徳間文庫 2011.3
- 『きずな 時代小説親子情話』編(ハルキ文庫 時代小説文庫) 2011.9
- 『くノ一、百華 時代小説アンソロジー』編 (集英社文庫 2013.11
- 『野辺に朽ちぬとも 吉田松陰と松下村塾の男たち』編 (集英社文庫 2015.1
- 『名城伝』編 (ハルキ文庫 時代小説文庫) 2015.10
- 『名刀伝』1－2　編 (ハルキ文庫 時代小説文庫) 2015
- 『女城主 戦国時代小説傑作選』編 (PHP文芸文庫 2016.9
- 『情に泣く 朝日文庫時代小説アンソロジー 人情・市井編』編 朝日時代小説文庫 2017.10
- 『あやかし 〈妖怪〉時代小説傑作選』編(PHP文芸文庫 2017.11
- 『井伊の赤備え 徳川四天王筆頭史譚』編(河出文庫 2017.2
- 『西郷隆盛 英雄と逆賊 歴史小説傑作選』編 (PHP文芸文庫 2017.5
- 『なぞとき 〈捕物〉時代小説傑作選』編(PHP文芸文庫 2018.1
- 『悲恋 朝日文庫時代小説アンソロジー 思慕・恋情編』編[朝日時代小説文庫 2018.7
- 『作家たちのオリンピック 五輪小説傑作選』編 (PHP文芸文庫 2018.9
- 『あなたに謎と幸福を ハートフル・ミステリー傑作選』編 (PHP文芸文庫 2019.7
- 『あなたの不幸は蜜の味 イヤミス傑作選』編 (PHP文芸文庫 2019.7
- 『光秀 歴史小説傑作選』編(PHP文芸文庫 2019.9
- 『まんぷく 〈料理〉時代小説傑作選』編 (PHP文芸文庫 2020.1
- 『ねこだまり 〈猫〉時代小説傑作選』編(PHP文芸文庫 2020.2
- 『もののけ 〈怪異〉時代小説傑作選』編(PHP文芸文庫 2020.3
- 『おやこ 朝日文庫時代小説アンソロジー』編 朝日時代小説文庫) 2020.4
- 『土方歳三がゆく』編 (集英社文庫 時代小説傑作選) 2020.5
- 『なみだ 朝日文庫時代小説アンソロジー』編 (朝日文庫 朝日時代小説文庫 2021.6
- 『わらべうた 〈童子〉時代小説傑作選』編(PHP文芸文庫 2021.7
- 『いやし 〈医療〉時代小説傑作選』編(PHP文芸文庫 2021.8
- 『鎌倉燃ゆ 歴史小説傑作選』編 (PHP文芸文庫 2021.9
- 『ふしぎ 〈霊験〉時代小説傑作選』編(PHP文芸文庫 2021.9